# Tony Burrows
Anthony "Tony" Burrows (nascido em 14 de abril de 1942 em Exeter, Devon) é um cantor britânico. Ele é famoso por ter emplacado diversos sucessos no final dos anos 60 e começo dos 70 sob o nome de diferentes bandas.
Seu maior sucesso foi a música "Love Grows (Where My Rosemary Goes)" com a banda Edison Lighthouse.
Em 1970, Burrows bateu um recorde ao apresentar-se em três diferentes atos no programa Top of the Pops da BBC: Edison Lighthouse, White Plains e Brotherhood of Man.